# Strzelin
Strzelin (in tedesco Strehlen) è un comune urbano-rurale polacco del distretto di Strzelin, nel voivodato della Bassa Slesia.
Ricopre una superficie di 171,69 km² e nel 2004 contava 21 767 abitanti.